# Леонидовка (Донецкая область)
Леонидовка (укр. Леонідівка) — село в Торецкой городской общине Бахмутского района Донецкой области Украины.
Население по переписи 2001 года составляет 115 человек. Почтовый индекс — 85295. Телефонный код — 6247.